# Syd Shores
Pour les articles homonymes, voir Shores.
Syd Shores né en 1916 et mort le 3 juin 1973 était un dessinateur de comics américain.

## Biographie
Syd Shores naît en 1916. Il fait ses études à l'institut Pratt mais travaille dans l'usine d'embouteillage de whisky de son oncle. Par la suite, il est engagé dans le studio de Phil Sturm, Harry Chesler et Mac Raboy où il apprend les ficelles du métier de dessinateur de bande dessinée. Peu après, Jack Kirby l'engage pour qu'il encre ses planches. Ainsi, il participe au premier numéro de Captain America en décembre 1940 publié par Timely Comics. Lorsque Kirby et Simon quittent Timely pour DC Comics, il devient le dessinateur de la série. Engagé fin 1942, il participe aux combats en France et en Allemagne contre les nazis. En 1946, il retrouve sa table à dessin et le personnage de Captain America. On retrouve son nom sur plusieurs comics de Timely durant cette période d'après-guerre (Kid Colt Outlaw, The Human Torch, Sub-Mariner, etc.) puis lorsque les super-héros sont passés de mode, il dessine de nombreux westerns et des comics de romance. À partir de 1948, il travaille en indépendant ce qui lui permet de vendre ses planches à d'autres éditeurs comme Avon Publishing ou Orbit Publications. Puis en 1950, il s'associe à  Mort Lawrence et Norman Steinberg (en) pour créer son propre studio. En 1954, la crise des comics causée par la création du Comics Code entraîne la faillite de plusieurs éditeurs. Syd Shores, comme beaucoup de ses collègues a du mal à trouver des engagements. Il s'oriente alors, à partir de 1957, vers l'illustration de pulps, surtout ceux visant un lectorat d'hommes. Les illustrations de femmes à demi-vêtues et dans des situations dangereuses reviennent souvent sous son crayon. En 1960, il revient aux comics et encre de nombreuses bandes jusqu'en 1973, date de sa mort d'une crise cardiaque.